# Enrique Pardo
Enrique Pardo (... – Buenos Aires, 31 agosto 1980) è stato un dirigente sportivo argentino, ex presidente del Club Atlético River Plate.

## Biografia
Entrato nel settore dirigente della società nel 1939, fu tesoriere nel 1943, mentre dal 1945 al 1949 fu vicepresidente; dal 1953 al 1959 occupò la massima carica, contribuendo al proseguimento dei lavori allo stadio Monumental. Nel 1964 terminò il suo ultimo incarico dirigenziale.